# درختچه توری
درختچه توری (نام علمی: Lagerstroemia indica) نام یک گونه از تیره حناییان است.
این گیاه که در انگلیسی با نام گل‌مرکبات (همچنین crepe myrtle, crêpe myrtle یا crepeflower) شناخته می‌شود، یک گونه از گیاهان گلدار از جنس Lagerstroemia در خانواده Lythraceae است. این گیاه بومی چین است.

## ظاهر و شرایط رشد
این درخت اغلب دارای چند تنه و جزء گیاهان برگ‌ریز است. این درخت محلی محبوب برای لانه‌سازی پرندگان آوازخوان و بلبل‌ها است. پوست درخت نازک و حدود ۲ میلی‌متر ضخامت دارد، صاف، خاکستری-صورتی و رنگ‌آلود بوده و هر سال ریزش می‌کند.
برگ‌ها نیز هر زمستان پس از نمایش رنگارنگ قابل توجهی، ریزش کرده و شاخه‌های برهنه در اوایل بهار دوباره برگ‌دهی می‌کنند؛ برگ‌ها کوچک، لبه‌صاف، به شکل دایره‌ای یا بیضی، و سبز تیره هستند که در پاییز به رنگ‌های زرد، نارنجی و قرمز تغییر می‌کنند.
گل‌ها، روی درختان مختلف، سفید، صورتی، بنفش کمرنگ، بنفش یا قرمز با گلبرگ‌های موج‌دار هستند و به صورت خوشه‌هایی به طول تا ۹ سانتی‌متر ظاهر می‌شوند. گل‌ها جای خود را به میوه‌های شش‌کپسوله و قهوه‌ای رنگ که شکافتنی هستند، می‌دهند.
نیازهای پایین به نگهداری باعث شده است که این گیاه به‌طور معمول در فضاهای شهری مانند پارک‌ها، کنار پیاده‌روها، میانه‌های بزرگراه و پارکینگ‌ها کاشته شود.
درختچه توری به دلیل کاشت گسترده و توانایی رشد در آب‌وهای گرم و مرطوب تابستانی با بارش منظم، به نمادی از استان‌های جنوبی تبدیل شده است.
این یکی از معدود درختان/بوته‌هایی است که در اواخر تابستان تا پاییز گل‌هایی با رنگ درخشانی ارائه می‌دهد، در حالی که بسیاری از گیاهان گلدار دیگر گل‌های خود را تمام کرده‌اند. در آب‌وهواهای خشک، این گیاه به آبیاری اضافی و در مناطق بسیار گرم به سایه نیاز دارد. این گیاه برای گلدهی موفق حتماً به تابستان‌های گرم نیاز دارد؛ در غیر این صورت گلدهی ضعیف خواهد بود و بیشتر مستعد بیماری‌های قارچی است.

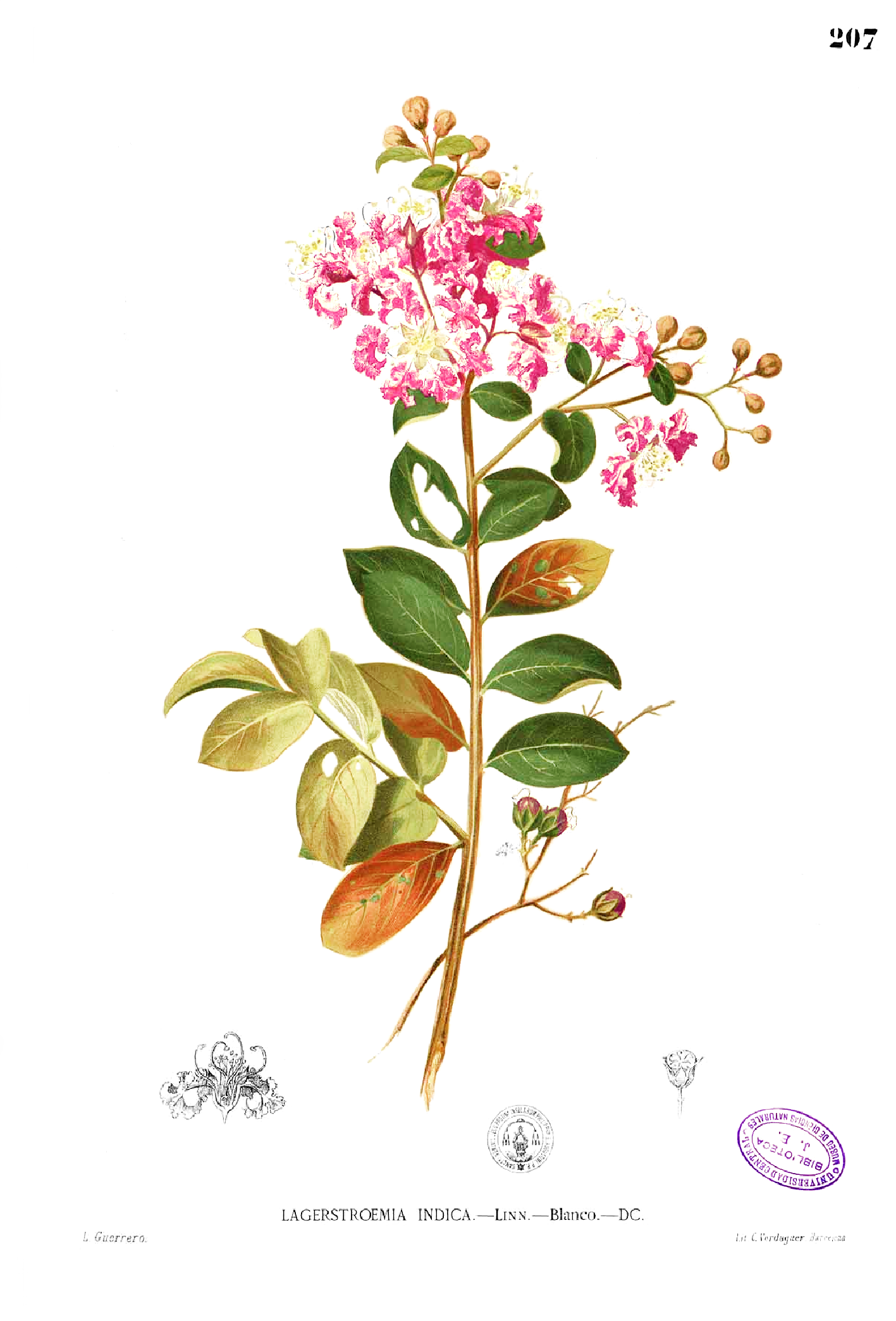
ساختار درختچه توری

این درختچه حداقل دمای ۲۳ درجه سانتی‌گراد زیر صفر مقاومت ریشه دارد، به این معنی که در زمستان‌های سخت از بین می‌رود اما در تابستان از ریشه دوباره رشد کرده و گل می‌دهد. به همین دلیل، باغبانان شمالی آن را بیشتر شبیه یک گیاه دو ساله تلقی می‌کنند تا یک درخت یا بوته. آبیاری و کوددهی بیش از حد می‌تواند مقاومت به سرما را کاهش دهد، زیرا رشد جدید را در انتهای فصل تحریک می‌کند که فرصت سخت شدن ندارد.
درختچه توری مقاوم به سرماست، نور کامل آفتاب را ترجیح می‌دهد و به ارتفاع و گستردگی ۶ متر هم رشد می‌کند. این گیاه به نوع خاصی از خاک حساسیت نشان نمی‌دهد، اما برای رشد بهتر نیاز به زهکشی خوب دارد.
پس از استقرار، به‌طور کلی مقاوم به خشکسالی نیز هست، اگرچه از آبیاری عمیق اتفاقی در طول ماه‌های تابستان سود می‌برد.
شرایط مطلوب این گیاه به شرح موارد ذیل است:
خاک: درختچه گل توری خاک خنثی یا کمی اسیدی را به خاک قلیایی ترجیح می‌دهد. با این‌حال خاک باید زهکشی خوبی داشته باشید زیرا، ماندگاری آب می‌تواند باعث پوسیدگی ریشه گیاه شود.

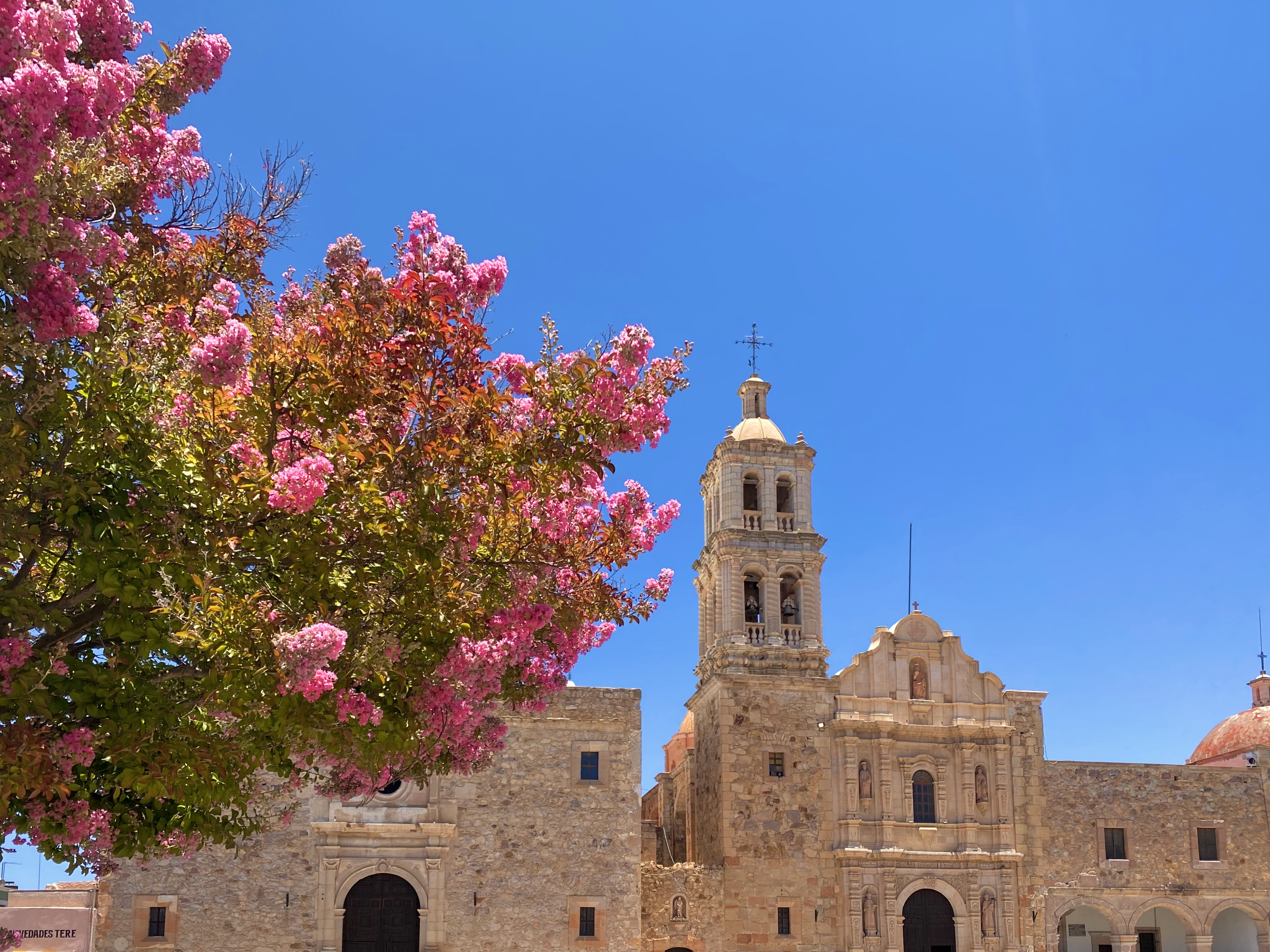
درختچه توری

کوددهی: در طول اولین فصل رشد (بهار/تابستان) ماهی یکبار به گیاه کود دهید. برای درختچه‌هایی که اولین نشانه‌های رشد جدید در آن‌ها ظاهر می‌شود، از کود آهسته رهش استفاده کنید. پس از آن دو بار در ماه (بهار و تابستان) کوددهی سبک را انجام دهید..
آبیاری: برخلاف بسیاری از درختچه‌ها، توری اغلب به آب نیاز دارد، به خصوص اگر خاک مرطوب نباشد. برای تقویت شکوفه‌های آن باید ریشه‌ها را به‌ویژه در دوره‌های خشکسالی، عمیقاً آبیاری کنید.
دما: بهترین دما برای نگه‌داری درختچه توری بین ۱۰ تا ۲۰ درجه سانتی‌گراد است.
نور: برای داشتن درختچه‌ای پربار با بهترین رنگ‌ها از شکوفه و گل باید به میزان نور خورشید آن بسیار توجه کنید. گل توری برای رشد به آفتاب کامل نیاز دارد و حداقل باید شش ساعت در روز نور آفتاب را دریافت کند. هرچقدر میزان دریافت نور کمتر باشد، ریزش شکوفه‌ها بیشتر می‌شود.
زمان و نحوه کاشت درختچه توری: اواخر پاییز تا اوایل بهار بهترین زمان برای کاشت درختچه توری است. با این‌حال بسیاری از مردم این گیاه را در تابستان می‌کارند تا با آبیاری کامل در طول ماه‌های تابستان، ریشه گیاه محکم شود. بنابراین زمان کاشت اصلا مهم نیست، نکته‌ای که اهمیت دارد، این است که  قبل از کاشت گل توری در زمین، آن را به خوبی آبیاری کنید. برای کاشت حفره‌ای حدود سه برابر پهنای ریشه حفر کنید و ریشه را در زمین همسطح سازید. پس از پر کردن سوراخ به عمق 2 اینچ اطراف آن را مالچ بریزید. همچنین کلیه علف‌های هرز اطراف گیاه را نیز پاک کنید.

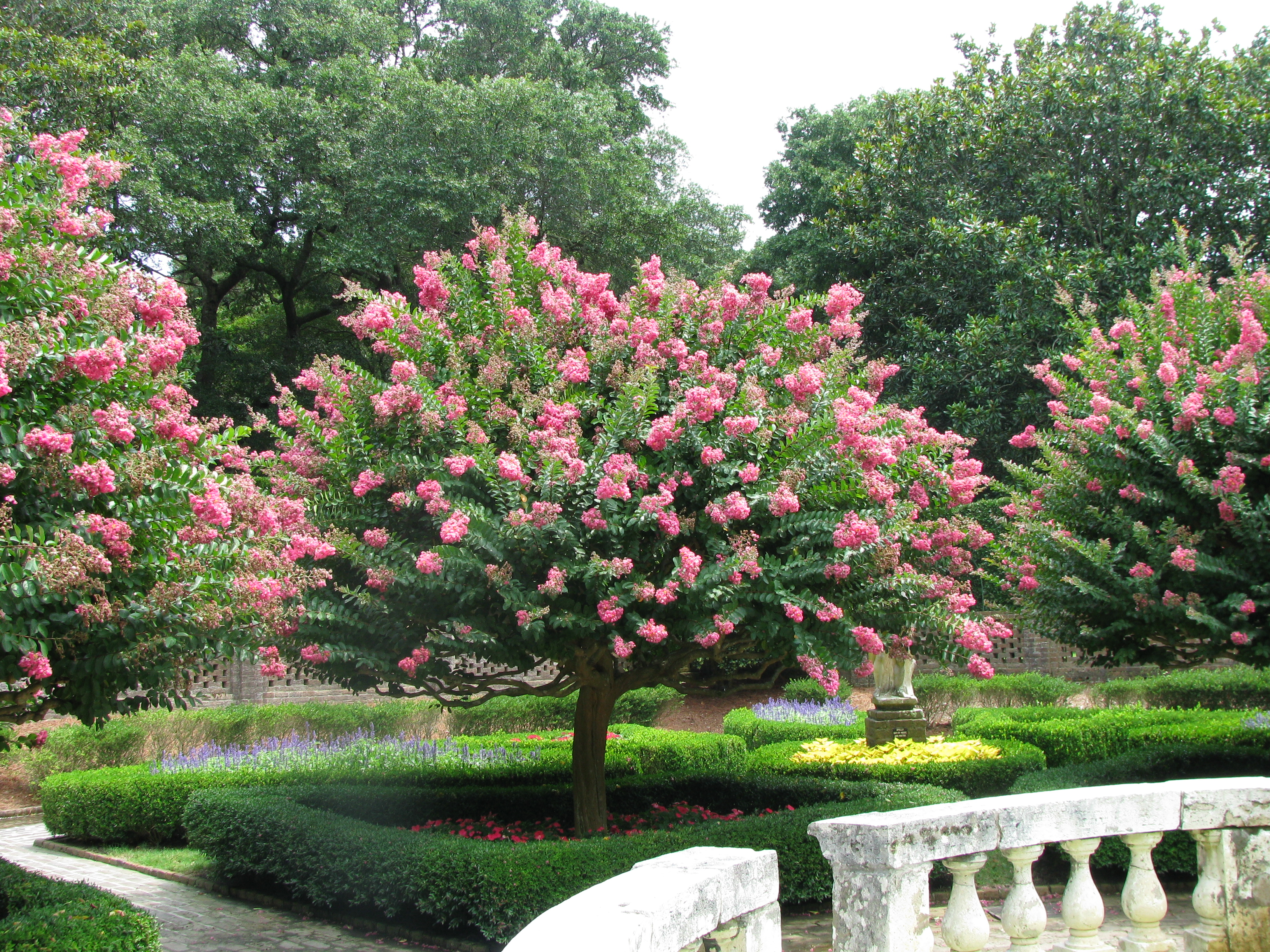
درختچه توری در فصل گلدهی

تکثیر: تکثیر با قلمه نرم در اوایل فصل تابستان قابل اجرا است چون در این زمان شاخه‌های تازه و جوان شروع به رشد می‌کنند و بهترین زمان برای قلمه گرفتن از گیاه است. باید قلمه‌های نرم را به‌طور به طول ۱۰ تا ۱۵ سانتی‌متر از گیاه جدا کنید به‌گونه‌ای که بر روی هر قلمه چند گره وجود داشته باشد. انتهای قلمه را به‌صورت مورب برش دهید. سپس در آب حاوی محلول ریشه‌زا قرار دهید. قلمه‌ها باید در محیطی قرار گیرند که نور، دما و رطوبت کافی را دریافت نمایند. زمانی که ریشه‌دهی اتفاق افتاد، می‌توانید قلمه‌ها را به بستر کشت مناسب انتقال دهید.
برای تکثیر با قلمه سخت، در فصل زمستان که در حال هرس گیاه هستید، قلمه‌های چوبی سخت را از گیاه جدا کنید و از این قلمه‌ها برای تکثیر گیاه استفاده نمایید. در این روش شما به قلمه‌ای با طول ۲۰ سانتیمتر نیاز دارید که چند گره بر روی آن دیده شود. سپس قلمه‌ها را در داخل آب قرار دهید تا شیره‌ای که در داخل قلمه‌ها وجود دارد، خارج شود. در مرحله بعد می‌توانید قلمه‌ها را در بستر کشت حاوی پیت ماس، شن و پرلیت کشت کنید. بر روی گلدان پلاستیک بکشید و گلدان را در شرایط گلخانه‌ای نگهداری کنید تا بعد از ۴ تا ۸ هفته، ریشه‌دهی اتفاق افتاده و برگ‌های جدید بر روی قلمه نمایان شود.
همچنین برای تکثیر درختچه توری از طریق بذر، زمانی که میوه‌های درختچه توری را مشاهده کردید، می‌توانید بعد از رسیدن میوه‌ها، بذرها را از داخل میوه‌ها جدا کرده و آن‌ها را در محیط خشک و خنک نگهداری کنید تا بتوانید از این بذرها برای تکثیر استفاده نمایید. توجه داشته باشید که تکثیر با بذر پروسه بسیار طولانی را برای رسیدن به گیاه تازه و جدید نیاز دارد. پس باید صبوری به خرج دهید. در فصل بهار که رشد فعال گیاهان است، می‌توانید بذرها را در خاکی حاوی پرلیت و خاک برگ کشت کنید. روی گلدان‌ها را پلاستیک بکشید و منتظر بمانید تا جوانه‌زنی اتفاق بیفتد.